# Stigmatisation sociale des consommateurs de drogues
La stigmatisation sociale des consommateurs de drogues est une forme de stigmatisation sociale à l'encontre des personnes consommatrices de substances, souffrant ou ayant souffert d'une addiction.
Dans le processus de stigmatisation, les personnes avec un trouble de l'usage de substance sont stéréotypés comme ayant un ensemble particulier de traits indésirables, ce qui amène les autres individus à agir de manière craintive ou préjudiciable à leur égard,,.

## Contexte

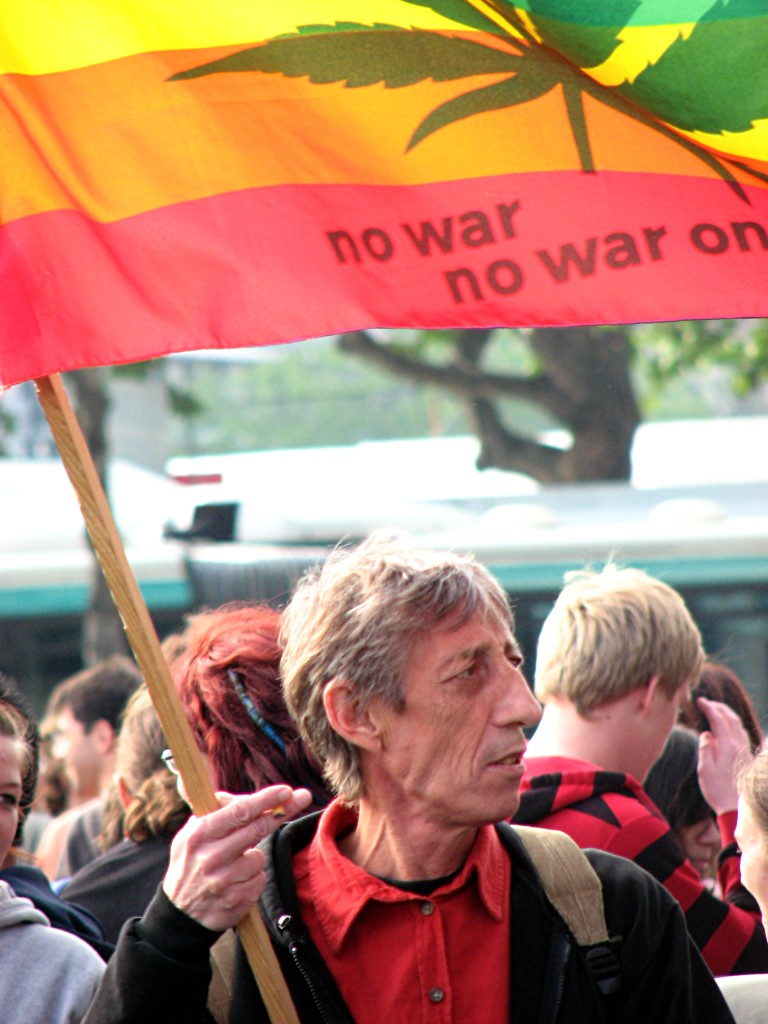
Marche mondiale pour le cannabis, Paris.

La stigmatisation sociale liée à la consommation de drogues est le traitement inégal que subissent les personnes en raison des drogues qu’elles consomment. Les personnes qui consomment ou ont consommé des drogues illicites peuvent être victimes de stigmatisation sociale en matière d'emploi, d'aide sociale, de logement, de garde d'enfants et de voyage ,,, en plus de l'emprisonnement, de la confiscation de leurs biens et, dans certains cas, du travail forcé, la torture et l'exécution,. Bien que souvent stéréotypés à tort comme des déviants et des inadaptés, la plupart des consommateurs de drogues sont des membres adaptés et productifs de la société,. Les politiques prohibitionnistes peuvent avoir été en partie motivées par le racisme et d'autres préjugés contre les minorités,,, et des disparités raciales existent dans l'application et la poursuite des lois sur les drogues,,. La stigmatisation sociale due à la consommation de drogues illicites était le type de stigmatisation sociale le plus fréquemment signalé parmi les Noirs et les Latinos dans une étude de 2003 sur les consommateurs de drogues issus de minorités à New York, soit le double ou le triple de celle due à la race. Les personnes qui consomment des drogues légales comme le tabac et les médicaments sur ordonnance peuvent également être victimes de stigmatisation sociale,,.

### Facteurs individuels
Les drogues (en particulier les opioïdes et les stimulants) peuvent modifier les schémas de motivation d'une personne et conduire à une désocialisation et à une dégradation de la personnalité. L’acquisition de drogues implique parfois des activités de marché noir, exposant les utilisateurs à des cercles sociaux se livrant à d’autres comportements criminels. Certains types de comportements criminels peuvent également exposer les consommateurs de drogues à des risques supplémentaires ou conduire à une stigmatisation supplémentaire ( travail du sexe, trafic de drogue, vol, cambriolage, etc.).

### Stigmatisation sociale institutionnelle
La stigmatisation de la part des professionnels de la santé découle de la croyance selon laquelle les personnes souffrant de troubles liés à l’usage de substances ne s’intéressent pas autant à leur santé qu’à la recherche de drogues. Cela a pour conséquence de laisser les personnes souffrant de troubles liés à l’usage de substances recevoir des soins médicaux diminués, en plus de devoir cacher leurs problèmes médicaux sous-jacents et de ne pas recevoir les soins médicaux nécessaires. Les professionnels de santé disposent d’outils efficaces, tels que des médicaments contre la dépendance aux opioïdes et à l’alcool, qui peuvent aider à prévenir l'overdoses. Ces outils ne sont pas encore largement utilisés dans le système de santé américain. La stigmatisation qui entoure les consommateurs de drogue est la principale raison pour laquelle le système de santé n'utilise pas ces outils et ces médicaments. De nombreux professionnels de santé n'y considèrent pas encore la dépendance comme une maladie ou une maladie mentale.

#### Manque d'informations objectives sur les drogues
Un rôle important dans le processus de stigmatisation sociale est joué par le manque d'informations objectives sur l'addiction et les personnes souffrant d'addiction, causé par les obstacles législatifs à la recherche scientifique et le déplacement de ces informations par des propagandes de toutes sortes.
L'addiction à une ou plusieurs substance a été classée comme une sous-catégorie de maladie mentale. On peut la qualifier de troubles concomitants, ce qui signifie que si une personne est aux prises avec une dépendance, elle peut également être aux prises avec une maladie mentale. Les personnes souffrant de dépendance sont près de deux fois plus susceptibles de souffrir également d’une maladie mentale.
Avec le nombre croissant d’adultes souffrant d’addiction, seuls quelques-uns bénéficieront d’un traitement en raison de la complexité des systèmes de santé. La plupart des systèmes de santé ne disposent pas de couverture maladie pour le traitement de la dépendance et de nombreux prestataires de soins de santé ont peu ou pas de formation dans le traitement de la dépendance. Certains médecins ne se sentent pas à l’aise dans le traitement des addictions, en raison de leur manque de connaissances et de formation sur le sujet. L'American Society of Addiction Medicine rapporte qu'il n'y a que 3 000 médecins spécialistes en addiction certifiés aux États-Unis, alors que près de 2 millions de personnes souffrent de dépendance aux opioïdes. La présence et l’accès limités à des soins complets pour la toxicomanie constituent un obstacle au rétablissement pour beaucoup, en particulier pour ceux issus de milieux socio-économiques défavorisés.

#### Rôle de la langue
La stigmatisation fondée sur les préconceptions sociétales sur la dépendance aux substances perpétue souvent la stigmatisation sociale à l'égard des personnes souffrant de troubles liés à l'usage de substances (TUS). La manière dont le langage concernant le SUD est formulé joue un rôle important dans la médiation de la stigmatisation vécue par les personnes atteintes de la maladie, ce qui peut par conséquent façonner des résultats critiques pour cette population, tels que le contact avec le traitement, l'isolement social et les attitudes envers les prestataires de soins de santé. Le passage à un langage axé sur la personne a été souligné par des professionnels de santé pour atténuer une telle stigmatisation. Par exemple, au lieu de parler d'« ancien toxicomane », l'Agence de Santé Publique du Canada (ASPC) recommande d'utiliser des termes tels que « personnes se rétablissant d’un trouble lié à l’utilisation/la consommation/l’usage de substances », « personnes qui ont consommé/utilisé des substances ».
pour séparer le problème de l'individu,. L'ASPC applique en outre un cadre similaire à une terminologie telle que « propre / clean » pour indiquer si quelqu'un utilise activement ou non, car il est précisé que ce lexique a des connotations punitives,. De plus, les partisans de la réforme politique du SUD signalent que le langage autour du SUD peut mal interpréter les pratiques de traitement médical associées, ce qui à son tour pose des obstacles à l'adoption d'efforts élargis de réduction des risques. Un exemple de cela fourni dans un mémorandum exécutif de 2017 du Conseil national de prévention américain était une recommandation visant à supprimer l'appellation de la « thérapie de substitution aux opioïdes » qui faisaient faussement allusion au fait qu'un individu remplace sa dépendance par une autre (c'est-à-dire de l'héroïne à la méthadone) pour « traitement par agoniste opioïde »,.

#### Substances et infection par le VIH
Parmi les consommateurs de drogues injectables, l'incidence de l'infection par le VIH est plus élevée que parmi les autres consommateurs de substances, mais les mesures punitives et discriminatoires à l'encontre de ces consommateurs ne sont pas en mesure d'éliminer ni la propagation du VIH. Les chercheurs affirment qu’environ 90 % des personnes qui utilisent des drogues par injection ont raté des opportunités de dépistage du VIH qui leur étaient proposées.

## Spécificité géographique

### Afrique
L’Afrique compte environ 28 millions de consommateurs de substances. Ce chiffre est influencé par la disponibilité croissante de drogues injectables telles que l’héroïne, la cocaïne et les méthamphétamines. Les facteurs sociodémographiques sont souvent les principaux déterminants de l’état de santé des consommateurs de drogues. Ces facteurs contribuent aux comportements individuels de consommation de drogues, tels que le partage de seringues et la sollicitation de relations sexuelles en échange de la protection policière ou de davantage de drogues. L’état nutritionnel, le soutien familial, la stigmatisation/stigmatisation sociale, l’observance aux traitements et le rétablissement d’une dépendance sont également influencés par ces facteurs sociodémographiques. Les recherches montrent que la majorité des consommateurs de drogues passent de la consommation de substances non injectables à des substances injectables ou consomment les deux simultanément.

#### Kenya
Au Kenya, il existe un lien entre la stigmatisation sociale liée à l’injection, la santé mentale, la santé physique et la qualité de vie des consommateurs de drogues injectables. Les taux de stigmatisation sociale sont liés à des niveaux plus élevés de détresse psychologique et de comportements à risque. Au Kenya, les femmes représentent 10 % des consommateurs de drogue. Ces femmes ont tendance à subir la stigmatisation sociale habituelle à laquelle sont confrontés les consommateurs de drogue, en plus de la stigmatisation sociale liée au sexe. Les niveaux de stigmatisation sociale sont souvent plus élevés pour ceux qui sont également séropositifs.

#### Tanzanie
Le gouvernement Tanzanien a commencé à soutenir le traitement et la réadaptation des consommateurs de substances à la fin du XXe siècle, avec le ministère de la Santé administrant un réseau de centre Treatnet II pour superviser ces soins. Les efforts Tanzaniens en termes de centre de traitement et de réduction des risques sont venus en contradiction avec de récentes déclarations politiques, comme celle du Président John Magufuli, qui a déclaré la « guerre à la drogue » début 2017. Cette déclaration et l'appel à l'arrestation de toutes personnes impliquées dans le trafic de stupéfiants se distinguent des politiques de réduction des risques établies en Afrique Subsaharienne au début des années 2000. Cette vague de politique de criminalisation visait à remédier au fait que les personnes qui consomment sont principalement visées par la répression, plutôt que les autres acteurs impliqués dans le narcotrafic. La répression Tanzanienne de la consommation de drogues injectables a encouragé les consommateurs et les trafiquants à s'immiscer d'avantage dans le marché noir du pays, avec des consommateurs de drogues injectables plus à risque d'être impliqué dans le travail du sexe et dans d'autres types de trafics illicites, plutôt que de s'engager dans des opportunités d'emplois dits traditionnels qui les exposeraient plus. Les populations qui sont à cette intersection, par exemple, les femmes tanzaniennes travailleuses du sexe qui sont aussi injectrice de substances, vont se tenir à distance des interventions en réductions des risques par peur d'être arrêtées.
Les hommes, jeunes, urbains et à faible revenu, qui constituent la population la plus susceptible d'être recrutée pour le trafic de substances illicites en raison du manque d'opportunités économiques, ont été étroitement surveillés lors des récentes vagues de criminalisation de la drogue. La consommation de substances allant de la marijuana à l'héroïne est interdite et un casier judiciaire indiquant une arrestation pour une telle consommation influence fortement les résultats d'emploi ultérieurs de ces personnes après leur peine, ce qui peut en fin de compte nuire à l'extraction économique de leurs milieux d'origine.
Une étude publiée dans Review of African Political Economy note que le commerce et la corruption politique en Tanzanie ont promulgué la consommation de crack et les pratiques telle que le Flashblood, qui consiste à s'injecter en intra-veineuse le sang extrait d'un autre utilisateur de drogue injectable rapidement après sa prise de substance, en particulier parmi les jeunes pauvres des centres urbains.

### Asie

#### Inde
La consommation de substances stupéfiantes est interdite en Inde par la Loi sur les drogues, stupéfiants et les substances psychotropes introduit en 1985, qui impose également des mesures punitives sur les activités adjacentes telles que la production ou la vente de ces substances. La possession d'une substance contrôlée peut entraîner des peines allant d'une amende de 136,21 $ USD et une peine de prison d'un an à 121 261 $ USD et vingt ans d'emprisonnement, selon que la quantité identifiée soit considérée comme petite ou commerciale. Certains crimes décrits par la Loi sur les substances psychotropes sont également éligibles à la peine de mort, et bien que des affaires impliquant de la marijuana aient été accusées de peine capitale dans le passé, elles ont tendance à être réduite dans les tribunaux supérieurs d'appel. Cette législation est fortement influencée par  les efforts coordonnés par les Nations unies au cours du dernier siècle pour freiner le trafic international de drogue.
Selon l'International Drug Policy Consortium, l'Office indien de contrôle des stupéfiants, qui exécute les divers aspects de la loi sur les stupéfiants et les substances psychotropes, a été critiqué sur les mesures strictes de la législation qui donne un accès limité aux médicaments pour soulager la douleur, en particulier la prescription d'opiacés pour les patients post-opératoires. Les révisions apportées aux projets de loi en réponse ont élargi l'accès à ces substances, telles que la méthadone, qui seront distribuées par l'intermédiaire de professionnels de santé reconnus, et les membres des parlements ont ensuite insisté pour que les mesures de protection contre la consommation de cannabis, qui n'a pas augmenté, soient étendues. Dans la Politique nationale indienne de la drogue et des substances psychotropes de 2012, on pouvait lire en ce qui concerne les canaux de réduction des risques, tels que les programmes proposant des aiguilles propres, des termes faisant référence à des « supermarché de l'injection ». Cela a pu poser des obstacles à la prévention de comorbidités telles que le VIH, qui sont importantes parmi les utilisateurs de substances injectables en Inde. Cela pose un problème dans des états comme le Pendjab, où plus de 20% des utilisateurs de substances injectables sont également infectés par le VIH.

#### Philippines
Aux Philippines, la guerre gouvernementale contre la drogue a donné lieu à des accusations d'assassinats et d'autres violations des droits de l'homme par la police nationale des Philippines contre des suspects impliqués dans des trafics de drogue.
Cela a conduit le Conseil des droits de l'homme de l'ONU à adopter une résolution demandant instamment au Gouvernement philippin d'ouvrir une enquête sur les assassinats massifs pendant la guerre contre la drogue.

#### Viêt Nam
La stratégie moderne de lutte contre la drogue au Vietnam a été formellement introduite en 1990 autour de la cause de l'éradication des « maux sociaux », en référence à l'utilisation de substances. Ces politiques ont été inspirées par l'Organisation des Nations unies et, en particulier, par ses conventions internationales sur la drogue, qui ont eu lieu entre les années 1960 et 1997. L'Assemblée nationale (Viêt Nam) a proposé des ordonnances et des mesures spéciales visant à imposer un traitement obligatoire aux utilisateurs de substances plutôt qu'à les emprisonner. Les entrées élevées dans les centres de traitement obligatoires ont conduit à une surcharge des centres de traitement, limitant ainsi l'accès à la réadaptation de ces personnes. Les mesures de réduction des risques, telles que les aiguilles propres et l'accès au préservatif, ont été introduites au niveau national au cours des années 2000 pour lutter contre la prévalence du VIH et du VHC chez les consommateurs de substances. Les incohérences entre l'ordonnance sur le VIH/sida, qui définit ces pratiques de réduction des risques, et la loi sur les drogues de 2000, qui interdit la distribution de matériaux tels que les aiguilles, ont rendu difficile l'adoption provinciale de mesures de réduction des risques, telles que l'échange de seringues.
Bien que les dirigeants politiques vietnamiens veillent généralement à ce que l'utilisation de substances soit considérée comme une question médicale plutôt que comme une activité criminelle, après avoir dépénalisé de nombreuses substances depuis 2009, certaines ordonnances continuent de classer la consommation illicite de substances comme une infraction pénale. Par conséquent, au niveau local, les utilisateurs de substances continuent d'être poursuivis par les forces de l'ordre et soumis à des centres de traitement par le travail forcé comparables à de la détention. De nombreux utilisateurs de substances n'ont donc pas accès aux institutions de réduction des risques par crainte d'être identifiés par la police et placés dans ces conditions.

### Europe

#### Suède
La consommation de stupéfiants est considérée comme un délit en Suède et les infractions liées à la drogue sont passibles d'amendes allant jusqu'à six mois d'emprisonnement. Pour appréhender les utilisateurs de substances, la police est autorisée à effectuer des analyses d'urine sur la base de soupçons. Un tel protocole est justifié par les législateurs comme un moyen d'étendre le recours précoce des utilisateurs de substances aux canaux de réhabilitation, mais des défenseurs des droits ont qualifié ces pratiques comme des violations des libertés personnelles,. Le détournement des programmes de traitement ordonnés par la cour plutôt que la criminalisation s'est élargi au début du XXIe siècle, mais il y a des disparités dans ces programmes. Par exemple, les utilisateurs de substances pris en flagrant délit appartenant au tiers supérieur des individus les plus riches ont deux fois plus de chances d'être admis dans un programme de traitement que d'être emprisonnés par rapport à un individu qui a commis une infraction similaire mais qui appartient aux deux tiers inférieurs des individus les plus riches. En outre, si les personnes dépendantes de substances peuvent faire appel à leur agent local de protection sociale pour les services de réadaptation, ce processus est sélectif, bien qu'il soit moins coûteux que l'emprisonnement à long terme pour un crime lié à la drogue.
La Suède a été critiquée pour avoir des politiques plus sévères en matière de drogues et des programmes de réadaptation moins accessibles aux utilisateurs de substances que les autres pays nordiques qui progressent vers la libéralisation des drogues. Nombreux sont ceux qui impliquent ces raisons pour expliquer pourquoi la Suède a une mortalité liée à la consommation de substances en augmentation au XXIe siècle, avec par exemple, 157 décès par overdose en 2006, par rapport aux Pays-Bas qui en ont eu un peu plus de 100 malgré une population proche du double. Des politiques de tolérance-zéro sont également appliquées à ceux qui conduisent sous l'influence d'une substance illicite.

#### France
En France, l'association Auto-support et réduction des risques parmi les consommateurs et ex-consommateurs de drogues a tenté de décrire les stigmatisation sociales systémiques envers les consommateurs de substance en employant le terme de toxicophobie. Selon eux, la toxicophobie, qui peut être décrite comme la haine et la stigmatisation sociale de ceux qui consomment des substances, est une réalité sociale qui impacte les utilisateurs de substances. Dans leur journal numéro 64 Toxicophobie : la double peine, ils dénoncent la construction socio-historique de ce rejet des toxicomanes par la société française. L'AFDER, Association Française des Dépendants en Rémission, association de pair-aidants, dans son article Êtes-vous toxicophobe ? dénonce les poncifs récurrents servant à qualifier les utilisateurs de substances, régulièrement étayé médiatiquement, pouvant porter préjudice aux utilisateurs.
Un nombre important d'consommateurs cumulent la toxicophobie avec d'autres stigmatisations comme le statut social (précaires, chômeurs, sans domicile) ou le statut d'immigré réel ou supposé. Certains stéréotypes sont parfois associés entre ces catégories de population. Les chiffres montrent en effet que les populations précarisées et jeunes sont particulièrement touchées : 30 % des sans-abris de moins de 30 ans sont concernés, et les adolescents déscolarisés en situation de précarité et/ou sans domicile sont 65 % à consommer régulièrement, contre moins de 5 % chez les 14-18 ans dans la population moyenne .
Par ailleurs, ces études statistiques sont critiquées par certains professionnels de santé, car en focalisant leur champ d'étude sur des populations stéréotypées, elles négligeraient de s'intéresser à d'autres types de consommateurs moins visibles, mieux insérés et de statut social plus prestigieux. Elles participeraient ainsi à reproduire et à diffuser par les chiffres les images caricaturales et les représentations dramatiques, tout en omettant une partie importante des consommateurs.
Les consommateurs subissent également une criminalisation, résultat d'une politique publique volontaire dans sa stratégie de répression et de communication. Une tribune parue en 2019 et signée par plusieurs associations, collectifs, syndicats de police et personnalités contre la pénalisation des consommateurs. Ils dénoncent une politique du chiffre pour un délit mineur sans victime ni enquête, auquel les forces de l'ordre consacreraient la moitié de leur temps. Ils considèrent que cette façade cacherait en réalité une politique plus sombre de contrôle social, de surveillance et de répression de certaines catégories de personnes (contrôle au faciès) . La France y est qualifiée de pays le plus répressif d'Europe ,.

### Amérique du Nord

#### Canada
Des efforts ont été déployés à Vancouver, au Canada, pour réduire les décès liés aux opiacés. Un article publié par the Canadian Medical Association parle de nouveaux efforts pour créer des sites d’injection sûrs pour les personnes qui luttent contre la dépendance aux opioïdes. Les politiciens de Vancouver ont créé ces sites pour que les gens utilisent en toute sécurité les drogues auxquelles ils sont dépendants sans risque d'infection ou de répression par la police. Ces sites d'injection sécurisés fournissent des aiguilles stérilisées pour limiter la réutilisation des aiguilles menant à la propagation du SIDA et d'autres maladies. Les consommateurs de drogue à Vancouver ont fait l'objet de nombreuses stigmatisation sociales. Les enfants de mères supposées usagères de substances ont été retirés à leurs mères, car on pense qu'elles sont des mauvaises mères. Ces femmes ont du mal à trouver du travail parce que les employeurs pourraient ne pas vouloir embaucher quelqu'un supposé être utilisateur de substance.

#### États-Unis

The Prison Policy Initiative indique que la répression de la consommation de drogues aux États-Unis peut limiter les activités quotidiennes personnelles de ceux qui consomme des substances, même si elle est faite de manière sûre et récréative.

La guerre contre les drogues, qui a été formalisée dans les années 1970 avec l'administration Nixon, a affecté de manière inégale les communautés de couleur aux États-Unis. Il existe d'importantes mesures punitives pour la possession illicite, que ce soit dans le contexte de l'utilisation, du trafic ou de la vente, avec une augmentation de la durée de l'emprisonnement pour récidive. La peine encourue peut être la perpétuité sans mise en liberté conditionnelle pour des délits de troisième génération liés aux opiacés tels que le fentanyl. Les trois quarts des personnes emprisonnées pour le fentanyl sont aujourd'hui des personnes de couleur, ce qui correspond directement au fait que les populations noires et latinos sont disproportionnellement impliquées pour des faits relatifs à la drogue. De plus, cela porte atteinte au droit de vote parmi les populations usagères de substances, car les accusations liées à la drogue ont le statut de crime grave qui révoque les droits de vote dans la plupart des États. En outre, la criminalisation des drogues agit sur les politiques migratoires, puisqu'avec avec des accusations liées à la drogue, toute personne sans citoyenneté est admissible à une obligation de quitter le territoire. Cela inclut des accusations liées au cannabis qui ont constitué plus de dix mille départs de 2012 à 2013, souvent fracturant familles et communautés. Alors que les mesures gouvernementales visant à légaliser le cannabis ont gagné en force en 2010, les personnes de couleur ont été moins enclines à recevoir une clémence post-carcérale pour ces accusations en raison des obstacles à l'obtention d'une défense.
Des défenseurs des consommateurs de substances ont critiqué l'utilisation d'un langage dégradant en ce qui concerne des procédures de justice contre des accusés ou des victimes qui ont ou semblent être usagères de substances. Le procès de Derek Chauvin, l'ancien officier de police de Minneapolis condamné pour avoir assassiné George Floyd, dont la défense a affirmé l'utilisation de substances comme une cause potentielle de mort, au lieu de l'asphyxie provoquée par Chauvin.
La stigmatisation sociale à l'encontre des personnes qui utilisent une substance illégale est très courante sur le lieu de travail, par exemple lorsque des employeurs font passer des tests de dépistage de drogue inopinés, juste pour voir si l'employé va accepter de s'y soummettre. Toutefois, selon le Rehabilitation Act of 1973 (en), les employeurs sont censés veiller à ce que les consommateurs d'alcool et autres consommateurs de drogue reçoivent une aide dont ils ont besoin. The Disability stigmatisation sociale Act (DDA) de 1995 sur la stigmatisation sociale fondée sur l'invalidité peut ne pas s'appliquer aux employés qui consomment des drogues. Selon Davies Robert, « un employé qui affirme que la dépendance est un handicap se trompe, car l'alcoolisme et la toxicomanie sont spécifiquement exclus de la loi de 1995 sur la discrimination fondée sur le handicap (DDA). Mais la dépression grave causée ou liée à l'alcoolisme d'un proche ou à la dépendance au jeu d'une personne, par exemple, peut être couverte par le DDA si l'effet sur les activités diurnes dure 12 mois ou plus. Les allégations de discrimination sont alors possibles ». La stigmatisation sociale la plus courante sur le lieu de travail est que, pendant les entretiens d'embauche, certains employeurs négligent les qualifications du candidats  parce qu'ils savent qu'ils ont ou ont des problèmes avec une substance, et prennent une décision fondée uniquement sur leur dépendance bien que le candidat puisse être bien qualifié pour le poste. Au fil des ans, le DDA a été décliné pour permettre la défense de ces individus. Selon Miranda John, « la force de ces protections a été érodée ces dernières années par les décisions judiciaires et l'absence d'une forte circonscription qui défend les droits des toxicomanes et des alcooliques ». L’absence de possibilités de travail et de traitement pour les consommateurs de substance entraîne souvent des rechutes ou des emprisonnements. Nathan Kim et ses partenaires ont réalisé une étude sur le statut virologique des personnes injectrice de drogue et ont constaté que le taux de VIH chez ces personnes à San Francisco a augmenté de 16,1% de 2009 à 2015, le taux de contamination au VIH de cette population étant passé de 64,4%, à 80,5%.